# Horst Haug
Horst Haug (* 12. Mai 1946 in Stuttgart) ist ein ehemaliger deutscher Fußballspieler.

## Laufbahn
Haug spielte in der Jugend für die Stuttgarter Kickers, für die er danach auch in der ersten Herrenmannschaft aktiv war. In seiner ersten Runde 1964/65 unter Trainer Hans Eberle debütierte Haug am 30. August 1964 in der damals zweitklassigen Fußball-Regionalliga Süd beim Auswärtsspiel gegen SV Waldhof Mannheim. Sein erstes Tor in der Regionalliga erzielte der Nachwuchsspieler am 6. September beim Auswärtsspiel gegen Kickers Offenbach: In der 87. Minute gelang Haug der 2:1-Siegtreffer für die „Blauen“. An der Seite von Herbert Binder, Pál Csernai, Herbert Dienelt, Helmut Fürther, Otto Garhofer, Dieter Schurr und Rolf Steeb bestritt Haug seine erste Seniorenrunde; die Kickers belegten am Ende den siebten Rang.
Die beste Platzierung erlebte Horst Haug unter Trainer-Altmeister Georg Wurzer in seiner dritten Regionalligarunde 1966/67. In dieser Saison steuerte  er in 32 Einsätzen neun Treffer zum vierten Platz der Kickers bei. Im Sommer 1967 wechselte Haug zum VfB Stuttgart in die Fußball-Bundesliga. Sein Debüt gab er am ersten Spieltag, den 19. August 1967, beim 4:0-Heimerfolg gegen Eintracht Frankfurt. Zur Mannschaft zählten damals u. a. Gilbert Gress, Horst Köppel und Bo Larsson.
Ab der zweiten Saison gehörte Haug der Stammformation der „Roten“ an. Er bestritt für den VfB von 1967 bis 1973 insgesamt 135 Bundesligaspiele, bei denen ihm 32 Tore gelangen. In der Saison 1969/70 war er auch in den Begegnungen im Messe-Pokal gegen Malmö FF und den SSC Neapel aktiv. Sein letztes Bundesligaspiel absolvierte der elegante Techniker am 19. Mai 1973 beim 4:2-Heimerfolg gegen den Wuppertaler SV unter Trainer Hermann Eppenhoff, als er zusammen mit Hans Ettmayer und Roland Mall das VfB-Mittelfeld bildete.
Zur Saison 1973/74 kehrte Haug zu seinem Heimatverein Stuttgarter Kickers zurück. Bis 1979 spielte er für die Kickers – zunächst in der Regionalliga Süd (1973/74), ab 1974/75 in der 2. Fußball-Bundesliga. In diesen Jahren absolvierte Haug für die Kickers 169 Ligaspiele, in denen er 33 Tore erzielte.
Herausragend in dieser Phase waren die Derbys in den Runden 1975/76 und 1976/77, als Haug mit den Stuttgarter Kickers gegen den Lokalrivalen VfB Stuttgart spielte. Das erste Zweitliga-Derby gewannen die „Blauen“ am 4. Oktober 1975 mit 2:0 gegen die „Roten“. Sein letztes Ligaspiel für die Kickers absolvierte der Routinier am 15. Mai 1979 bei der 0:2-Niederlage gegen die SpVgg Bayreuth. Zum Abschluss seiner Karriere ging Horst Haug in der Saison 1979/80 zur SpVgg Renningen.